# Comuna Vârtoape, Teleorman
Vârtoape este o comună în județul Teleorman, Muntenia, România, formată din satele Gărăgău, Vârtoapele de Jos și Vârtoapele de Sus (reședința).

## Demografie
Componența etnică a comunei Vârtoape
     Români (95,65%)
     Alte etnii (4,35%)
Componența confesională a comunei Vârtoape
     Ortodocși (93,8%)
     Adventiști (1,51%)
     Alte religii (0,3%)
     Necunoscută (4,39%)
Conform recensământului efectuat în 2021, populația comunei Vârtoape se ridică la 2.711 locuitori, în scădere față de recensământul anterior din 2011, când fuseseră înregistrați 3.145 de locuitori. Majoritatea locuitorilor sunt români (95,65%). Din punct de vedere confesional, majoritatea locuitorilor sunt ortodocși (93,8%), cu o minoritate de adventiști (1,51%), iar pentru 4,39% nu se cunoaște apartenența confesională.

## Istorie
La sfârșitul secolului al XIX-lea, pe teritoriul actual al comunei funcționau comunele Gărăgău, Vârtoapele de Jos și Vârtoapele de Sus (toate cele trei comune făcând parte din plasa Târgului a județului Teleorman). Comuna Gărăgău era alcătuită din satele Gărăgău și Golășei, având o populație de 1028 de locuitori. În comună funcționa o școală mixtă frecventată de 31 de elevi și o biserică. Comuna Vârtoapele de Jos era alcătuită din satele Vârtoapele de Jos, Moșteni-Vârtopeni și Nichita, având o populație de 1013 de locuitori. În comună funcționa o școală mixtă și o biserică.  Comuna Vârtoapele de Sus era alcătuită doar din satul de reședință cu același nume, având o populație de 1411 de locuitori. În comună funcționa o școală mixtă și o biserică de lemn.
Anuarul Socec din 1925 consemnează comunele Vârtoapele de Jos și Vârtoapele de Sus (în plasa Alexandria) și comuna Gărăgău (în plasa Slăvești), toate cele trei comune sunt consemnate ca fiind de sine-stătătoare, alcătuite doar din satele de reședință cu același nume. Comuna Gărăgău avea o populație de 1054 de locuitori, comuna Vârtoapele de Jos avea o populație de 1405 de locuitori, iar comuna Vârtoapele de Sus avea o populație de 1690 de locuitori.
În anul 1950, comunele au trecut în administrația raionului Alexandria al regiunii Teleorman, raion care, doi ani mai târziu, a fost inclus în regiunea București.
În anul 1968, comunele au fost transferate la județul Teleorman și au fost contopite, formând comuna Vârtoape cu reședința în satul Vârtoape de Sus. Tot atunci, satul Cerbarul (apărut între timp), este desființat și contopit cu satul Gărăgău.

## Politică și administrație
Comuna Vârtoape este administrată de un primar și un consiliu local compus din 11 consilieri. Primarul, Petre Stancu[*], de la Partidul Național Liberal, este în funcție din octombrie 2020. Începând cu alegerile locale din 2024, consiliul local are următoarea componență pe partide politice:
|  | Partid                          | Consilieri | Componența Consiliului | Componența Consiliului | Componența Consiliului | Componența Consiliului | Componența Consiliului | Componența Consiliului |
|  | ------------------------------- | ---------- | ---------------------- | ---------------------- | ---------------------- | ---------------------- | ---------------------- | ---------------------- |
|  | Partidul Național Liberal       | 6          |                        |                        |                        |                        |                        |                        |
|  | Partidul Social Democrat        | 4          |                        |                        |                        |                        |                        |                        |
|  | Alianța pentru Unirea Românilor | 1          |                        |                        |                        |                        |                        |                        |